# Altenlinde

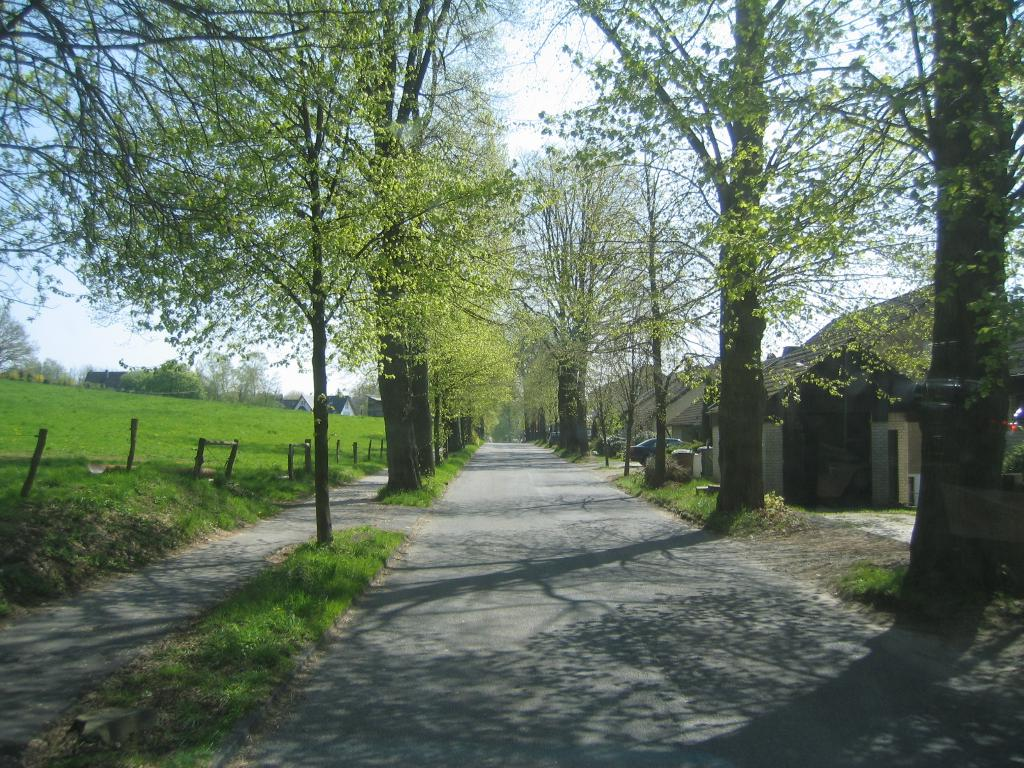
Altenlinde

Altenlinde ist ein Ort in der Gemeinde Lindlar im Oberbergischen Kreis im Regierungsbezirk Köln in Nordrhein-Westfalen (Deutschland).

## Lage und Beschreibung
Der Ort liegt im Nordwesten von Lindlar. Die Bebauung von Lindlar ist bis an die Ortsgrenzen von Altenlinde herangewachsen. Nachbarorte sind Lindlar, Schwarzenbach, Schätzmühle, Untersülze und Abrahamstal.

## Geschichte
Auf der Karte Topographische Aufnahme der Rheinlande von 1825 wird Altenlinde auf zwei umgrenzten Hofräumen mit neun getrennt voneinander liegenden Gebäudegrundrissen dargestellt und mit „Linde“ benannt.
In der Preußischen Uraufnahme von 1840 lautet die Ortsbezeichnung „Alte Linde“. Die Ortsbezeichnung Altenlinde wird in den topografischen Karten seit 1894/96 verwendet. Nach 1962 ist die eigenständige Ortsbezeichnung Altenlinde in den topografischen Karten nicht mehr vorhanden. Die Bezeichnung der durch den Ort führenden Straße lautet „Altenlinde“.
1822 lebten zehn Menschen im als Hof kategorisierten Ort, der nach dem Zusammenbruch der napoleonischen Administration und deren Ablösung zur Bürgermeisterei Lindlar im Kreis Wipperfürth gehörte. Für das Jahr 1830 werden für den als Alte Linde bezeichneten Ort elf Einwohner angegeben. Der 1845 laut der Uebersicht des Regierungs-Bezirks Cöln als Weiler kategorisierte und Altelinde bezeichnete Ort besaß zu dieser Zeit fünf Wohngebäude mit 45 Einwohnern, alle katholischen Bekenntnisses.
Die Gemeinde- und Gutbezirksstatistik der Rheinprovinz führt Altenlinde 1871 mit sieben Wohnhäusern und 52 Einwohnern auf. Im Gemeindelexikon für die Provinz Rheinland von 1888 werden für Altenlinde sieben Wohnhäuser mit 52 Einwohnern angegeben. 1895 besitzt der Ort acht Wohnhäuser mit 75 Einwohnern, 1905 werden acht Wohnhäuser und 64 Einwohner angegeben.
Die Gleisanlagen des 1912 in Betrieb genommenen Bahnhofs Lindlar erstreckten sich entlang des Ortsrandes von Altenlinde. Der Bahnhof war Endstation der Bahnstrecke Köln-Mülheim–Lindlar. 1966 erfolgte die Stilllegung und der Rückbau des Streckenabschnitts zwischen Lindlar und Hoffnungsthal. An die Eisenbahnvergangenheit erinnern 2013 die „Bahnhofstraße“ und die Wegbezeichnung „Am Bahndamm“, sowie der ehemalige Bahnhof und der Baukörper des Wasserturms.

## Busverbindungen
Über die im Ort gelegene Haltestelle der Linien 332 und 335 ist Altenlinde an den öffentlichen Personennahverkehr angebunden.